# مهین بزرگی
مهین بزرگی با نام اصلی فاطمه ابوالقاسم تبریزی (زادهٔ ۱۵ خرداد ۱۳۰۷، تهران – درگذشتهٔ ۲۳ خرداد ۱۳۸۸، تهران) دوبلور، بازیگر و گویندهٔ رادیو اهل ایران بود.

## زندگی‌نامه

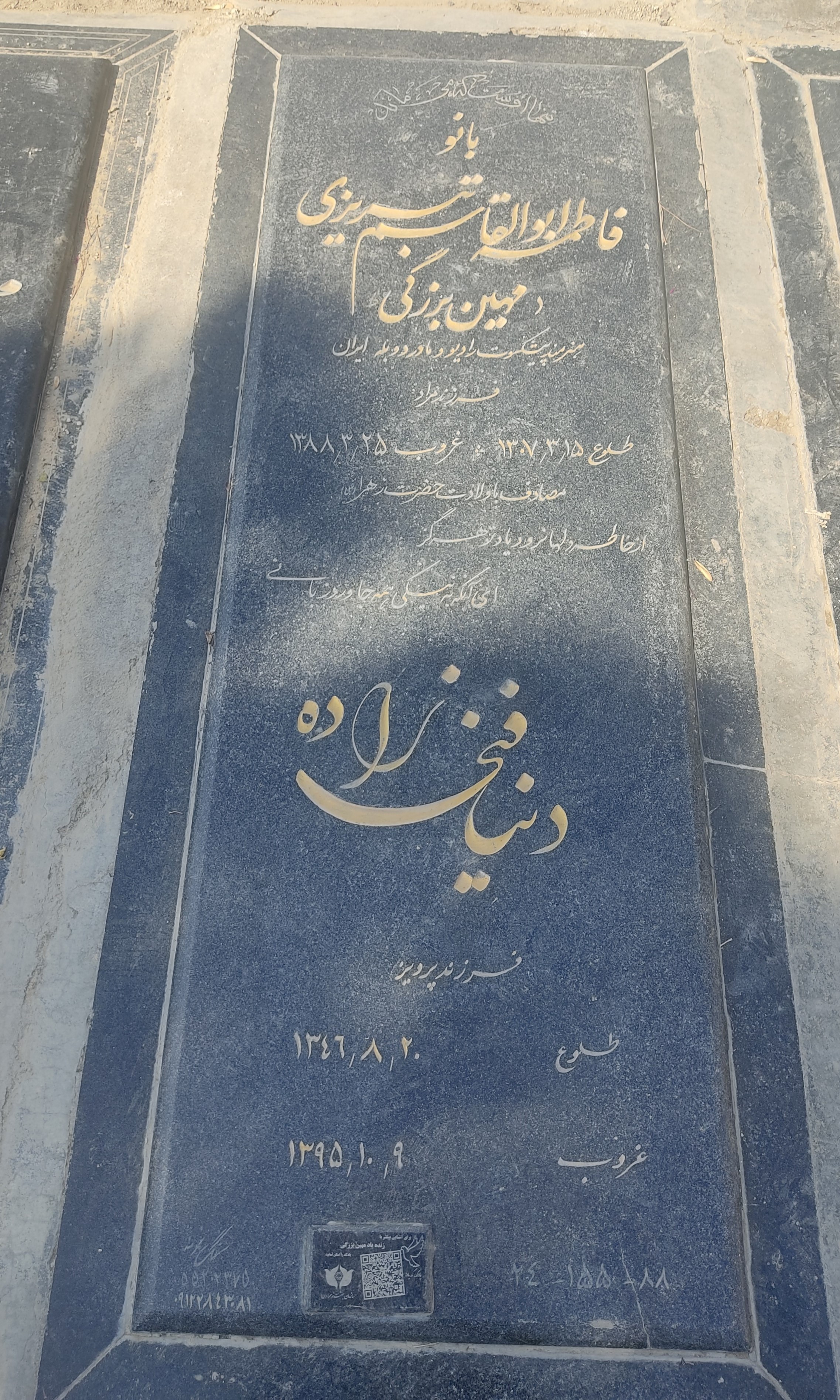
قبر مهین بزرگی در قطعه هنرمندان بهشت زهرا

مهین بزرگی با نام اصلی فاطمه ابوالقاسم تبریزی در پانزدهم خرداد ۱۳۰۷ (در برخی منابع ۱۳۱۴) در تهران چشم به جهان گشود و تحصیلات خود را تا مقطع متوسطه ادامه‌داد. هنوز دوران دبیرستان را به پایان نرسانده بود که علی کسمایی او را برای حرف‌زدن به‌جای یکی از بازیگران «مستی عشق» (اسماعیل کوشان، ۱۳۳۰) دعوت کرد.
مهین بزرگی جزو اولین گویندگان زن در عرصهٔ دوبله بود. تخصص مهین بزرگی در صداپیشگی، تیپ‌گویی بود و همچون آذر دانشی و بدری نوراللهی به‌جای زنان مسن و میان سال حرف می‌زد. وی عمدتاً به‌جای پروین سلیمانی و زنان مقتدر صحبت می‌کرد.
همزمان با دوبله، از سال ۱۳۴۲ صدای او در برنامه‌های «داستان شب» رادیو شنیده می‌شد و در سایر نمایش‌های رادیویی نیز حضور داشت.
مهین بزرگی فارغ‌التحصیل هنرستان هنرپیشگی بود و در تئاتر و چند فیلم سینمایی نیز ایفای نقش کرد. آخرین حضور او به عنوان بازیگر، بازی در فیلم کوتاه «رقص روی پل پیاده» به کارگردانی احسان سلطانیان در سال ۱۳۸۶ بوده‌است.
مهین بزرگی که در بیمارستان رسالت به علت ابتلا به دیابت در کما به‌سرمی‌برد، پس از خارج شدن نسبی از کما، شامگاه ۲۳ خرداد ۱۳۸۸ درگذشت. پیکر وی ۲۵ خردادماه در قطعهٔ هنرمندان بهشت زهرا به خاک سپرده‌شد.

## فیلم‌شناسی

### بازیگر
- دختر سر راهی (۱۳۳۲)
- ستاره‌ها ۳: ستاره بود (۱۳۸۴)
- چند روز بعد (۱۳۸۵)

### دوبله‌ها
- ملکه آفریقایی (کاترین هپبورن)
- وسوسه دل‌انگیز (جین وایمن)
- بدنام (لئوپولدین کونستانتین)
- شب‌نشینی در جهنم (روفیا)
- رگبار (رقیه چهره‌آزاد)
- خاک (پروین سلیمانی)
- حالا چه شود! (پروین سلیمانی)
- دو همسفر (فرخ‌لقا هوشمند)
- کتاب جنگل (همسر کلنل)
- سال‌های دور از خانه (مادربزرگ اوشین)
- قصه‌های جزیره (عمه الیزا)
- نیک و نیکو (خانم کفش‌دوزک)
- حنا دختری در مزرعه (سودا + رکسانا)
- ماجراهای هاکلبری فین (خانم واتسون)
- باغ گیلاس (مهری ودادیان)
- پهلوانان نمی‌میرند (ملیحه نظری)
- فاصله (صدیقه کیانفر)
- به او بگوئید دوستش دارم (فرخ‌لقا هوشمند)
- دزیره
- خرقه
- مردی که زیاد می‌دانست
- دنیای یک زن